# Jingang (köpinghuvudort i Kina, Jiangsu Sheng, lat 31,96, long 120,40)
Jingang är en köpinghuvudort i Kina. Den ligger i provinsen Jiangsu, i den östra delen av landet, omkring 150 kilometer öster om provinshuvudstaden Nanjing. Antalet invånare är 217 986. Befolkningen består av 106 926 kvinnor och 111 060 män. Barn under 15 år utgör 9,0 %, vuxna 15-64 år 80 %, och äldre över 65 år 9,0 %.
Runt Jingang är det mycket tätbefolkat, med 1 754 invånare per kvadratkilometer. Jingang är det största samhället i trakten. Trakten runt Jingang består till största delen av jordbruksmark.
Genomsnittlig årsnederbörd är 1 390 millimeter. Den regnigaste månaden är juli, med i genomsnitt 250 mm nederbörd, och den torraste är januari, med 38 mm nederbörd.